# Parc municipal de Luxembourg
Le parc municipal de Luxembourg ou parc de la ville, est un jardin public situé dans le quartier de Ville-Haute de la ville de Luxembourg au Luxembourg. La Villa Vauban qui accueille le musée d'art de la Ville de Luxembourg, est situé dans ce parc.